# Yuba City
Yuba City ist eine Stadt im Sutter County im US-Bundesstaat Kalifornien, mit 70.117 Einwohnern (Stand: US-Zensus 2020) und Sitz der County-Verwaltung.

## Geographie

### Geographische Lage
Gemäß dem Zensus von 2010 umfasst das Stadtgebiet von Yuba City ca. 63,2 km² und liegt 64 Kilometer nördlich von Sacramento im Sacramento Valley auf den Koordinaten 39°8'5" Nord, 121°37'34" West. Der Feather River begrenzt die Stadt im Osten. Auf der östlichen Flussseite liegt Marysville, Verwaltungssitz des Yuba County.

### Klima
In Yuba City herrscht ein mediterranes Klima mit milden, feuchten Wintern und heißen, trockenen Sommern vor. Der Januar ist für gewöhnlich der feuchteste Monat und der Juli der trockenste. Heftiger Regen, besonders aufgrund des El Niño-Phänomens oder zu viel Schnee durch Winterstürme, kann im Frühling zu hohen Überflutungen führen.
Schnee ist im Tal eher selten, nur Kältewellen aus dem Norden bringen leichten Schneefall und Eis. Die Trockenzeit mit gewöhnlich gar keinem Regen dauert meist von Juni bis September; dies sind in der Regel auch die Monate mit den höchsten Temperaturen.
|                       | Jan   | Feb   | Mär  | Apr  | Mai  | Jun | Jul | Aug | Sep  | Okt  | Nov  | Dez  |   |       |
| Mittl. Tagesmax. (°C) | 13    | 16    | 17   | 21   | 28   | 33  | 35  | 34  | 31   | 24   | 16   | 12   | ⌀ | 23,4  |
| Mittl. Tagesmin. (°C) | 3     | 6     | 7    | 9    | 12   | 15  | 16  | 15  | 13   | 9    | 5    | 3    | ⌀ | 9,4   |
|                       |       |       |      |      |      |     |     |     |      |      |      |      |   |       |
| Niederschlag (mm)     | 115,2 | 104,8 | 97,9 | 43,3 | 21,3 | 7,4 | 1,8 | 2,0 | 16,2 | 36,2 | 76,1 | 93,3 | Σ | 615,5 |

| 3 |

| 6 |

| 7 |

| 9 |

| 12 |

| 15 |

| 16 |

| 15 |

| 13 |

| 9 |

| 5 |

| 3 |

| 3 |

| 6 |

| 7 |

| 9 |

| 12 |

| 15 |

| 16 |

| 15 |

| 13 |

| 9 |

| 5 |

| 3 |

## Geschichte
Ursprünglich siedelten auf dem Gebiet Indianer des Maidu-Stammes als es zu ersten Begegnungen mit spanischen und mexikanischen Expeditionstruppen kam. Eine Entstehungsgeschichte des Namens Yuba besagt, dass während einer Expedition wilde Weintrauben entdeckt wurden, die an einem Fluss wuchsen, und dementsprechend das Land Uba genannt wurde, eine abgewandelte Schreibweise des spanischen Worts für Weintraube, uva.
Die mexikanische Regierung gewährte John Sutter eine große Landfläche, inklusive des Stadtgebiets des heutigen Yuba City, um seine Privatkolonie Neu-Helvetien zu errichten. Sutter verkaufte 1849 Teile dieses Gebiets an Unternehmer, die am Feather River eine Stadt gründen wollten, um ein Handelszentrum zu errichten, welches die Tausende von Goldsuchern, die stromaufwärts in die Goldgräbergebiete zogen, versorgen sollte.
Im Jahr 1856 wurde Yuba City nach mehreren Abstimmungen zum County Seat des Sutter County.
Nach dem Zweiten Weltkrieg erlebte die Stadt ihren ersten großen Bevölkerungszustrom, wodurch im Westen und Süden des ursprünglichen Zentrums Grünflächen in Wohngebiete umgewandelt wurde, um die zugezogenen Einwohner mit Unterkünften versorgen zu können.
Im Dezember 1955 brachte eine Reihe von Stürmen starken Regen nach Nordkalifornien, was zu Überflutungen führte. Aufgrund dessen stiegen die Pegel der Flüsse, welche infolgedessen ihre Ufer übertraten und zu Dammbrüche verursachten. In Yuba City führte der Dammbruch an Heiligabend zu großen Zerstörungen in der Innenstadt und 38 Todesopfern.

## Wirtschaft und Infrastruktur

### Arbeitgeber
Gemäß dem jährlichen Finanzbericht der Stadt aus dem Jahr 2010 lassen sich die größten Arbeitgeber der Stadt entnehmen (gemessen an der Mitarbeiterzahl):
| Rang | Arbeitgeber                       | Mitarbeiterzahl |
| ---- | --------------------------------- | --------------- |
| 1    | Fremont-Rideout Health Group      | 1.850           |
| 2    | Yuba City Unified School District | 1.316           |
| 3    | Sutter County                     | 970             |
| 4    | Sunsweet Growers                  | 670             |
| 5    | Sutter North Medical Group        | 575             |
| 6    | Walmart                           | 525             |
| 7    | City of Yuba City                 | 325             |
| 8    | Sam’s Club                        | 198             |
| 9    | Raley’s Supermarkets/Bel Air      | 185             |
| 10   | WinCo Foods                       | 150             |

## Städtepartnerschaften
- Toride, Japan

## Söhne und Töchter der Stadt
- Kevin Bigley (* 1986), Schauspieler
- Richard Buckner, Sänger und Liedtexter
- Marcie Dodd, Sängerin und Schauspielerin
- Wally Herger (* 1945), Politiker, Mitglied des US-Repräsentantenhauses seit 1987
- Brad Johnson, Schauspieler
- Patrick Matlock (* 1965), Generalleutnant der United States Army
- John J. Montgomery, Luftfahrtpionier
- Michael P. Moran, Schauspieler und Drehbuchautor
- Charlie Peacock, preisgekrönter Liedtexter, Musiker und Musikproduzent
- Chris Petersen, Cheftrainer der American-Football-Mannschaft Boise State
- Charlotte Stewart (* 1941), Schauspielerin